# ماریو روزر

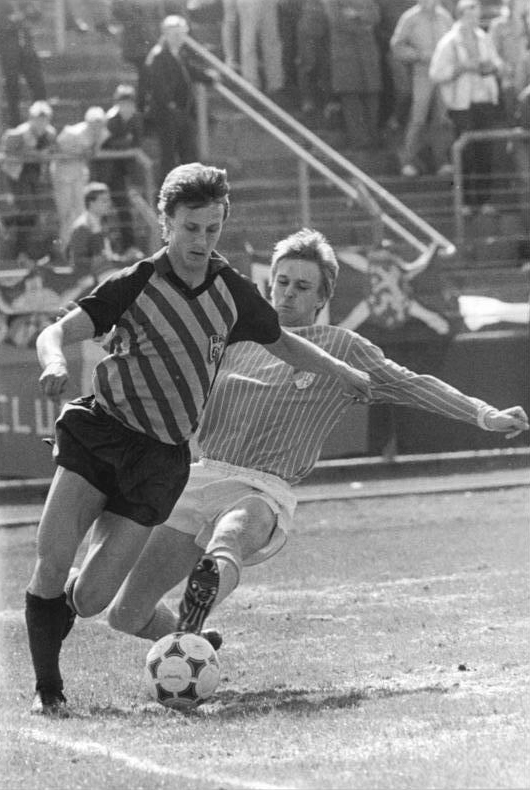
ماریو روزر (به آلمانی: Mario Röser) بازیکن فوتبال و مدافع اهل آلمان شرقی

ماریو روزر (به آلمانی: Mario Röser) بازیکن فوتبال و مدافع اهل آلمان شرقی بود که از سال ۱۹۸۸ میلادی عضو تیم ملی فوتبال آلمان شرقی بوده‌است. وی در ۱ بازی ملی حضور داشته و در بازی‌های ملی‌اش گلی به ثمر نرساند. ماریو روزر آخرین بازی ملی خود را در سال ۱۹۸۸ میلادی انجام داد.